# Олицкая, Екатерина Львовна
Екатерина Львовна Олицкая (26 декабря 1899 (7 января 1900), Воронеж — 1974, Умань) — российская деятельница партии эсеров послереволюционного периода, мемуаристка. Многолетняя узница ГУЛАГа.

## Биография
Отец — Лев Степанович Олицкий, происходил из семьи состоятельных еврейских коммерсантов. Народоволец. Приговорён к ссылке.
Выросла в имении родителей Сорочин Верх в Курской губернии. В 1907—1916 гг. училась в Мариинской женской гимназии в Курске.
Член партии социалистов-революционеров с 1918 года. Участница подпольного движения 1920-х — 1930-х годов.
В 1924 году была арестована, была приговорена ОСО к 3 годам заключения по ст. 58-10, 58-11 УК РСФСР. Отбывала срок в СЛОН, в Савватьевском скиту на «политрежиме».  Там стала возлюбленной Александра Васильевича Федодеева, также заключенного эсера. В апреле 1926 года вместе с Федодеевым и другими заключенными в СЛОН эсерами была этапирована в Верхнеуральский политизолятор. После освобождения в 1927 году по решению ОСО вместе с Федодеевым и их новорожденной дочерью Марией была сослана на 3 года в Чимкент.
В 1930 году была освобождена из ссылки, перебралась в Рязань, работала там делопроизводителем в государственном издательстве (ГИЗ). В связи с кризисной ситуацией в стране и усилением репрессий, угрозой нового ареста решила протестовать путем издания листовок. Отправила дочь к бабушке в Москву, перешла с мужем на нелегальное положение, поселилась по поддельному паспорту на имя Зои Камышниковой в Серпухове, где работала счетоводом. Вместе с мужем печатала антисталинские листовки на шапирографе, посылала их в Москву и Ленинград. Пятилетняя дочь умерла.
В апреле 1932 года была арестована вместе с А. Федодеевым. В марте 1933 года ОСО приговорило их к 5 годам заключения. Они были этапированы в Суздальский политизолятор.
В январе 1937 года была разлучена с мужем и этапирована в Ярославский централ. Там она вместе с другими политзаключенными участвовала в коллективной голодовке, требуя смягчения режима. К ней применили искусственное кормление.
В апреле 1937 года по решению ОСО срок заключения Олицкой продлили ещё на 5 лет. Её муж А. В. Федодеев был расстрелян.
Весной 1938 года Олицкая была этапирована в Севвостлаг, работала в строительной бригаде, на лесоповале, на сельхозработах.
Была освобождена лишь в 1947 году, но оставлена на Колыме. В 1949 году была вновь арестована. Была освобождена лишь в 1956 году и вместе с подругой по заключению Н.В. Суровцевой (вдовой её расстрелянного в 1937 году брата Дмитрия) поселилась в городе Умань.
После освобождения написала мемуары «Мои воспоминания», распространявшиеся в СССР в самиздате.
В последние годы жизни поддерживала отношения с украинскими диссидентами. В 1972 году на квартире Н. В. Суровцевой и Е. Л. Олицкой прошёл обыск по делу Л.И. Плюща.

## Сочинения
- Олицкая Е. Мои воспоминания: В 2-х т. — Франкфурт-на-Майне: Посев — 1971. — Т.1 — 318 с.; Т.2 — 270 с.